# Logan Paul
Logan Alexander Paul (Westlake, 1995. április 1. –) amerikai internetes személyiség, színész és profi pankrátor. Jelenleg a WWE RAW-val áll szerződésben. YouTube csatornáján több, mint 23 millió feliratkozója van és a Forbes 2017-ben, 2018-ban és 2021-ben is a legjobban fizetett youtuberek egyikének nevezte. Ezek mellett 2018 novembere óta működteti az Impaulsive podcastet.
2013-ban lett ismert, mikor videókat kezdett feltölteni a Vine platformra. Még ebben az évben létrehozta YouTube csatornáját, ahol a Vine megszűnése után kezdett el videókat megosztani. 2015. augusztus 29-én hozta létre a Logan Paul Vlogs csatornát, ami azóta legtöbb feliratkozóval rendelkező csatornája lett. 2023 januárjában 23,6 millió feliratkozóval és 5,9 milliárd megtekintéssel rendelkezik.
Színészként Paul dolgozott olyan műsorokban, mint a Esküdt ellenségek: Különleges ügyosztály és a Bizaardvark, illetve voltak szerepei a The Thinning (2016) és a The Thinning: New World Order (2018) filmekben. Ezek mellett zenét is készített, első kislemezét 2016-ban adta ki, 2016 címen. Később az ökölvívással is megpróbálkozott, 2018-ban amatőr körülmények között mérkőzött meg KSI brit youtuberrel. A mérkőzés döntetlen lett, míg a visszavágót KSI nyerte meg. 2022-ben egy több éves szerződést írt alá a WWE-vel és azóta szerepelt olyan eseményeken, mint a SummerSlam, ahol legyőzte a The Mizt, illetve a Crown Jewel, ahol kikapott Roman Reigns WWE univerzális bajnoktól.
2022-ben KSI brit youtuberrel elindította a Prime Hydration márkát, ami kilenc hónap alatt a hatodik legnagyobb italmárka lett az amerikai piacon.

## Fiatalkora
1995. április 1-én született az Ohio állambeli Westlake-ben. Pamela Ann Stepnick és Gregory Allan Paul fia.

## Pályafutása

### YouTube, színészet

#### 2013–2015: kezdetek
Paul a Vine internetes videomegosztó platformon lett ismert. 2014 februárjában, majdnem 3,1 millió követője volt. Egy YouTube-ra feltöltött válogatás, ami Vine-videóiból készült, egy hét alatt több, mint négy millió megtekintést szerzett. 2015-ben a Vine tizedik legbefolyásosabb alakja lett. Októberben Facebook videói több mint 300 millió nézettséggel rendelkeztek.

#### 2015–2016: színészként, YouTube Red,Airplane Mode
2015 elején Logan szerepelt az Esküdt ellenségek: Különleges ügyosztály című sorozatban. Először a Fox TV Weird Loners műsorában kapott szerepet, illetve Stitchers-ben is, két epizódig. 2016-ban szerepelt a The Thinning című filmben, Peyton Listtel.
2016 januárjában Logan hollywoodi filmes trükköket tanult és megírta az Airplane Mode forgatókönyvét, amiről azt mondta, hogy az Amerikai pite és a Z generáció ötvözete. 2016-ban a Comcast megvette a rövidfilmjeit, amiknek megnevezése Logan Paul VS volt.

#### 2018: az Aokigahara-botrány
A TheOfficialLoganPaul YouTube-csatornára kezdett el feltölteni videókat és rövidfilmeket. Az első csatornáját 5,2 millióan követik, míg a vlog csatornáját 23,6 millióan (2023. január). Logan napi vlogokat a Logan Paul Vlogs csatornára töltött fel 2016. szeptember 12-től 2018. január 1-ig.
Január elején Logan Paul ismerőseivel Japánban tartózkodott, ahol forgatták a napi vlogsorozatot. Az utazás során eljutottak Aokigahara erdejébe, amely különösen arról híres, hogy rengetegen követnek el ott öngyilkosságot. Az egyik videó forgatása során találtak egy holttestet, amit később feltöltöttek a YouTube-ra 2018. január 1-én. A videót megjelenése után pár órával letörölte. A videó megjelenése után hatalmas felháborodást váltott ki. A bocsánatkérő videóját több, mint 2,4 millióan dislike-olták. A botrányt követően Logan egy egész hónapot töltött a távol YouTube-tól. Következő videója január 24-én jelent meg a platformon, amiben az öngyilkosságról beszélt szakértőkkel és egy korábban öngyilkosságot megkísérlő személlyel. 2018. február 5-én feltöltötte első vlogját a hosszú kihagyás után, majd 2018. április 29-én egy videójában bejelentette, hogy felhagy a napi vlogolással.

### Pankráció
Paul 2021. április 2-án mutatkozott be, a WWE SmackDown esemény részeként, Sami Zayn vendégeként, akinek aznap mutatták be dokumentumfilmét. Zayn később meghívta Pault a WrestleMania 37-re, ahol a pankrátor Kevin Owens ellen küzdött. Owens legyőzte Zaynt, ami után Owens és Paul együtt ünnepeltek. Szeptember 3-án visszatért a WWE-be, Happy Corbin vendégeként, ahol ő és Corbin megtámadták Owenst.
2022. február 21-én a WWE Raw egyik epizódja közben bejelentették, hogy Paul lesz The Miz társa Rey Mysterio és Dominik Mysterio ellen a WrestleMania 38 során. Az esemény közben Paul és Miz legyőzték a Mysteriókat, de a mérkőzés vége után Miz megtámadta Pault.
2022. június 30-án Paul hivatalosan is leszerződött a WWE-vel. A SummerSlam közben Paul legyőzte Mizt, aki azt mondta, hogy szerinte Paul az egyik legnagyobb tehetség, akit valaha látott. Paul ezt követően kihívta Roman Reigns-t szeptember 16-án, a SmackDown egyik epizódja közben. A páros november 5-én mérkőzött meg egymással, ahol annak ellenére, hogy Pault segítette testvére Jake és az Impaulsive házigazdái, nem tudott diadalmaskodni Reigns ellen. Ez volt az első veresége a WWE-ben. Első hírek szerint a mérkőzés közben elszakadt Paul mensicusa, elülső keresztszalagja és még egy ínszalagja a térdében, de később kiderült, hogy sérülése kevésbé volt súlyos. Mindezek ellenére a Reigns elleni mérkőzését méltatták, kiemelve Paul teljesítményét és tehetségét. 2023 januárjában tért vissza a szorítóba a Royal Rumble eseményen, legyőzve Seth Rollins-t, mielőtt a későbbi győztes Cody Rhodes kiejtette volna.

## Filmográfia

### Film
| Év         | Film                          | Szerep        | Jegyzetek       | For.   |
| ---------- | ----------------------------- | ------------- | --------------- | ------ |
| 2016       | The Thinning                  | Blake Redding | YouTube Premium | [ 19 ] |
| 2017       | Can’t Take It Back            | Clint Plotkin |                 |        |
| 2017       | Where’s the Money             | Eddie         |                 | [ 20 ] |
| 2018       | The Thinning: New World Order | Blake Redding | YouTube Premium | [ 19 ] |
| 2019       | Airplane Mode                 | Önmaga        |                 | [ 21 ] |
| 2020       | Valley Girl                   | Mickey Bowen  |                 |        |
| Ismeretlen | Liked                         | Logan         |                 | [ 22 ] |

### Televízió
| Év   | Sorozat                                  | Szerep        | Jegyzetek                                                           | For.   |
| ---- | ---------------------------------------- | ------------- | ------------------------------------------------------------------- | ------ |
| 2015 | Esküdt ellenségek: Különleges ügyosztály | Ryan          | A Intimidation Game epizódban                                       | [ 23 ] |
| 2016 | Stitchers                                | Theo Engelsen | A The Two Deaths of Jamie B. és a The One That Got Away epizódokban | [ 24 ] |
| 2016 | Bizaardvark                              | Kirk          | A The First Law of Dirk epizódban                                   | [ 23 ] |
| 2017 | Jimmy Kimmel Live!                       | Önmaga        | Vendég                                                              | [ 25 ] |
| 2021 | Álarcos énekes                           | Önmaga        | Nagypapa szörny, kiesett második szereplése után                    |        |
| 2021 | Röhej                                    | Önmaga        | 19. évad; 42. epizód                                                |        |

### Internet
| Év      | Műsor               | Szerep      | Jegyzetek                                           | For.   |
| ------- | ------------------- | ----------- | --------------------------------------------------- | ------ |
| 2016–18 | Logan Paul VS.      | Önmaga      | YouTube Premium, 2018 januárjában felfüggesztve     | [ 26 ] |
| 2016–17 | Foursome            | Alec Fixler | YouTube Premium, főszerep, 2018 januárjában törölve | [ 27 ] |
| 2021    | The Creator Games 3 | Önmaga      | YouTube Premium                                     | [ 28 ] |

### Podcast
| Év              | Cím        | Szerep    | For.   |
| --------------- | ---------- | --------- | ------ |
| 2018–napjainkig | Impaulsive | Házigazda | [ 29 ] |

### Videójátékok
| Év   | Cím      | Szerep | For.   |
| ---- | -------- | ------ | ------ |
| 2022 | WWE 2K22 | Önmaga | [ 30 ] |
| 2023 | WWE 2K23 | Önmaga |        |

## Diszkográfia

### Kislemezek
| Cím                                                                                      | Év   | Slágerlista | Slágerlista | Slágerlista | Minősítések                         | Album                  |
| Cím                                                                                      | Év   | US Bub.     | AUS         | NZ Heat.    | Minősítések                         | Album                  |
| ---------------------------------------------------------------------------------------- | ---- | ----------- | ----------- | ----------- | ----------------------------------- | ---------------------- |
| 2016                                                                                     | 2016 | —           | —           | —           |                                     | Nem jelent meg albumon |
| The Song of the Summer (Seven Bucksszal, Desiigner és David Hasselhoff közreműködésével) | 2017 | —           | —           | —           |                                     | Nem jelent meg albumon |
| Help Me Help You (a Why Don’t We közreműködésével)                                       | 2017 | 5           | 90          | —           | - RIAA:Platinalemez - MC:Aranylemez | Nem jelent meg albumon |
| Outta My Hair                                                                            | 2017 | —           | —           | —           |                                     | Nem jelent meg albumon |
| No Handlebars                                                                            | 2017 | —           | —           | 6           |                                     | Nem jelent meg albumon |
| Santa Diss Track                                                                         | 2017 | —           | —           | —           |                                     | Nem jelent meg albumon |
| The Number Song                                                                          | 2018 | —           | —           | —           |                                     | Nem jelent meg albumon |
| Going Broke                                                                              | 2020 | —           | —           | —           |                                     | Nem jelent meg albumon |
| 2020                                                                                     | 2020 | —           | —           | —           |                                     | Nem jelent meg albumon |

### Promóciós kislemezek
| Cím                                                     | Év   | Album                  |
| ------------------------------------------------------- | ---- | ---------------------- |
| The Fall of Jake Paul (a Why Don’t We közreműködésével) | 2017 | Nem jelent meg albumon |

### Vendégszereplések
| Cím            | Év   | További előadók                                                 | Jegyzetek   | Album                                       |
| -------------- | ---- | --------------------------------------------------------------- | ----------- | ------------------------------------------- |
| Under Pressure | 2020 | Jessica Rothe, Josh Whitehouse, a The Valley Girl szereposztása | Feldolgozás | Valley Girl (Music From The Motion Picture) |

## Ökölvívói teljesítményei

### Profi
| Eredmény | Teljesítmény | Ellenfél     | Típus            | Menetek | Dátum             | Helyszín                                                  |
| -------- | ------------ | ------------ | ---------------- | ------- | ----------------- | --------------------------------------------------------- |
| Győztes  | 1–1          | Dillon Danis | Diszkvalifikáció | 6       | 2023. október 14. | AO Aréna, Manchester, Anglia, Egyesült Királyság          |
| Vereség  | 0–1          | KSI          | PONT             | 6       | 2019. november 9. | Staples Center, Los Angeles, Kalifornia, Egyesült Államok |

### Amatőr
| # | Eredmény  | Teljesítmény | Ellenfél         | Típus | Menet | Dátum               | Helyszín                                            | Jegyzetek               |
| - | --------- | ------------ | ---------------- | ----- | ----- | ------------------- | --------------------------------------------------- | ----------------------- |
| 2 | –         | 0–1 (2)      | Floyd Mayweather | –     | 8     | 2021. június 6.     | Hard Rock Stadion, Miami, Florida, Egyesült Államok | A mérkőzés nem pontozva |
| 1 | Döntetlen | 0–1          | KSI              | PONT  | 6     | 2018. augusztus 25. | Manchester Aréna, Manchester, Anglia                |                         |

## Díjak és jelölések
| Díjátadó                 | Év   | Kategória                                      | Jelölt/Munka                                                       | Eredmény | For.   |
| ------------------------ | ---- | ---------------------------------------------- | ------------------------------------------------------------------ | -------- | ------ |
| Shorty Awards            | 2014 | Az év Vine-ja                                  | That was a close one...                                            | Jelölve  | [ 41 ] |
| Shorty Awards            | 2014 | Vine-készítő                                   | Önmaga                                                             | Jelölve  | [ 41 ] |
| Shorty Awards            | 2015 | Legjobb vine komikus                           | Önmaga                                                             | Jelölve  | [ 42 ] |
| Streamy Awards           | 2014 | Vine komikus                                   | Önmaga                                                             | Jelölve  | [ 43 ] |
| Streamy Awards           | 2015 | Rövid komédia                                  | Önmaga                                                             | Elnyerte | [ 44 ] |
| Streamy Awards           | 2016 | Legjobb szereposztás egy internetes sorozatban | Foursome                                                           | Jelölve  | [ 45 ] |
| Streamy Awards           | 2016 | Legjobb youtuber komikus                       | Önmaga                                                             | Jelölve  | [ 45 ] |
| Streamy Awards           | 2017 | Az év tartalomgyártója                         | Önmaga                                                             | Jelölve  | [ 46 ] |
| Streamy Awards           | 2017 | Történetmesélő                                 | Önmaga                                                             | Jelölve  | [ 46 ] |
| Streamy Awards           | 2017 | Legjobb nem fikciós sorozat                    | Logan Paul VS.                                                     | Jelölve  | [ 46 ] |
| Streamy Awards           | 2017 | Legjobb színészkedés egy drámában              | Szerepe a The Thinningben                                          | Jelölve  | [ 46 ] |
| Streamy Awards           | 2019 | Legjobb podcast                                | Impaulsive                                                         | Elnyerte | [ 47 ] |
| Streamy Awards           | 2020 | Legjobb podcast                                | Impaulsive                                                         | Jelölve  | [ 48 ] |
| Streamy Awards           | 2020 | First Person                                   | Önmaga                                                             | Jelölve  | [ 48 ] |
| Streamy Awards           | 2021 | Legjobb podcast                                | Impaulsive                                                         | Jelölve  | [ 49 ] |
| Streamy Awards           | 2022 | Legjobb podcast                                | Impaulsive                                                         | Jelölve  |        |
| Streamy Awards           | 2022 | Az év tartalomgyártója                         | Önmaga                                                             | Jelölve  |        |
| Streamy Awards           | 2022 | Legjobb tartalomgyártói termék                 | Prime Hydration (megosztva KSI-jal)                                | Jelölve  |        |
| Teen Choice Awards       | 2017 | Férfi internetes sztár                         | Önmaga                                                             | Elnyerte | [ 50 ] |
| Teen Choice Awards       | 2017 | Internetes komédia sztár                       | Önmaga                                                             | Elnyerte | [ 50 ] |
| Teen Choice Awards       | 2017 | Choice youtuber                                | Önmaga                                                             | Jelölve  | [ 51 ] |
| The Ring Year-End Awards | 2019 | Az év eseménye                                 | KSI vs. Logan Paul II (megosztva a Matchroom Boxinggal és KSI-jal) | Jelölve  | [ 52 ] |